# 北九州市立城南中学校
北九州市立城南中学校（きたきゅうしゅうしりつじょうなんちゅうがっこう）は、福岡県北九州市小倉南区富士見に位置する公立の中学校。

## 沿革
- 1956年（昭和31年）4月- 小倉市立企救中学校から分離し小倉市立城野中学校として開校
- 1956年（昭和31年）5月- 小倉市立城南中学校に改称
- 1963年（昭和38年）- 北九州市立城南中学校に改称
- 1966年（昭和41年）- 創立10周年記念式典を挙行
- 1968年（昭和43年）- ひびき寮が開設され藍島からの寮生が在学
- 1970年（昭和45年）- 創立15周年記念・体育館落成記念式典を挙行
- 2005年（平成17年）- 創立50周年式典を挙行
- 2014年（平成26年）- 新築校舎完成

## 委員会
- 中央委員会
- 生活美化委員会
- 学習委員会
- 保体厚生委員会

## 部活動

### 運動部
- バスケットボール部
- 卓球部
- サッカー部
- 柔道部

### 文化部
- 美術部
- 文芸部

## 主な著名人
- 森かおり - バドミントン選手（アテネオリンピック出場ベスト16）
- 河野元貴 - 元プロ野球選手、読売ジャイアンツ捕手

## 交通
- 北九州モノレール城野駅下車、徒歩約2分
- JR城野駅下車、徒歩約8分
- 西鉄バス北九州富士見町バス停下車、徒歩約3分

## 周辺
- 福岡県立小倉南高等学校
- 福岡県立小倉商業高等学校
- 北九州市立城野小学校